# Знакочередующийся ряд
Знакочередующийся ряд — математический ряд, члены которого попеременно принимают значения противоположных знаков, то есть:
{\displaystyle \sum _{n=1}^{\infty }a_{n}=\sum _{n=1}^{\infty }(-1)^{n-1}\,b_{n},\;b_{n}>0}.

## Признак Лейбница

### Формулировка
Признак Лейбница — признак сходимости знакочередующегося ряда, установлен Готфридом Лейбницем. Формулировка теоремы:
Пусть дан знакочередующийся ряд
{\displaystyle S=\sum _{n=1}^{\infty }(-1)^{n-1}b_{n},\ b_{n}\geq 0},
для которого выполняются следующие условия:
1. {\displaystyle b_{n}\geq b_{n+1}}, начиная с некоторого номера ({\displaystyle n\geq N}),
2. {\displaystyle \lim _{n\to \infty }b_{n}=0.}

Тогда такой ряд сходится.

### Замечания
Монотонное убывание не является необходимым для сходимости знакочередующегося ряда (в то время как {\displaystyle \lim _{n\to \infty }b_{n}=0} — необходимое условие сходимости для любого ряда), таким образом и сам признак является только достаточным, но не необходимым (например, ряд {\displaystyle \sum _{n=2}^{\infty }{\frac {(-1)^{n}}{n+(-1)^{n}}}} сходится). С другой стороны, монотонное убывание существенно для применения признака Лейбница; если оно отсутствует, то ряд может расходиться даже несмотря на то, что второе условие признака Лейбница выполнено. Пример расходящегося знакочередующегося ряда с немонотонным убыванием членов:
{\displaystyle {\frac {1}{1}}-{\frac {1}{2}}+{\frac {1}{2}}-{\frac {1}{4}}+{\frac {1}{3}}-{\frac {1}{6}}+\dots +{\frac {1}{n}}-{\frac {1}{2n}}+\dots }
Удвоенные частичные суммы этого ряда совпадают с частичными суммами гармонического ряда и поэтому неограниченно растут.

### Доказательство
Рассмотрим две последовательности частичных сумм ряда {\displaystyle R_{n}=b_{1}-b_{2}+\ldots -b_{2n}} и  {\displaystyle L_{n}=b_{1}-b_{2}+\ldots +b_{2n+1}}.
Первая последовательность не убывает: {\displaystyle R_{n}-R_{n+1}=b_{2n+2}-b_{2n+1}\leq 0} по первому условию. 
По тому же условию
вторая последовательность не возрастает: {\displaystyle L_{n}-L_{n+1}=b_{2n+2}-b_{2n+3}\geq 0}.
Вторая последовательность мажорирует первую, то есть {\displaystyle L_{n}\geq R_{m}} для любых {\displaystyle m,n\in \mathbb {N} }. Действительно,
при {\displaystyle m\geq n} имеем: {\displaystyle L_{n}-R_{m}\geq L_{m}-R_{m}=b_{2m+1}>0,}
при {\displaystyle m\leq n} имеем: {\displaystyle L_{n}-R_{m}\geq L_{n}-R_{n}=b_{2n+1}>0.}
Следовательно они обе сходятся как монотонные ограниченные последовательности.
Осталось заметить, что: {\displaystyle \lim _{m,n}|R_{n}-L_{m}|=0}, поэтому они сходятся к общему пределу {\displaystyle S},
который и является суммой исходного ряда.
Попутно мы показали, что для любой частичной суммы ряда {\displaystyle S_{n}} имеет место оценка {\displaystyle |S-S_{n}|<b_{n+1}}.

### Пример
{\displaystyle \sum _{n=1}^{\infty }(-1)^{n+1}{\frac {1}{n}}\;}. Ряд из модулей имеет вид {\displaystyle \sum _{n=1}^{\infty }{\frac {1}{n}}} — это гармонический ряд, который расходится.
Теперь воспользуемся признаком Лейбница:
1. знакочередование выполнено
2. {\displaystyle {\frac {1}{n+1}}<{\frac {1}{n}},\;\forall \;n}
3. {\displaystyle \lim _{n\to \infty }\,{\frac {1}{n}}=0}.

Следовательно, так как все условия выполнены, ряд сходится (причем условно, так как ряд из модулей расходится).

### Оценка остатка ряда Лейбница
Из теоремы Лейбница вытекает следствие, позволяющее оценить погрешность вычисления неполной суммы ряда (остаток ряда):
{\displaystyle S_{n}=\sum _{i=1}^{n}(-1)^{i}b_{i}.}
Остаток сходящегося знакочередующегося ряда {\displaystyle R_{n}=S-S_{n}} будет по модулю меньше первого отброшенного слагаемого:
{\displaystyle \left|R_{n}\right|<b_{n+1}.}
Последовательность {\displaystyle S_{2k}} монотонно возрастающая, так как {\displaystyle S_{2k}=\sum \limits _{i=2}^{i=n}{\left({b_{2i-1}-b_{2i}}\right)},} а выражение {\displaystyle b_{2i-1}-b_{2i}} неотрицательно при любом целом {\displaystyle i.} Последовательность {\displaystyle S_{2k-1}} монотонно убывает, так как {\displaystyle S_{2k+1}=S_{2k-1}-\left({b_{2k}-b_{2k+1}}\right),} а выражение в скобках неотрицательно. Как уже доказано при доказательстве самой теоремы Лейбница, у обеих этих последовательностей — {\displaystyle S_{2k}} и {\displaystyle S_{2k-1}} — совпадающий предел при {\displaystyle k\to +\infty .} Так получено {\displaystyle S_{2k}\leqslant s\leqslant S_{2k-1}} и также {\displaystyle s\leqslant S_{2k+1}.} Отсюда {\displaystyle 0\leqslant s-S_{2k}\leqslant S_{2k+1}-S_{2k}=b_{2k+1}} и {\displaystyle 0\leqslant S_{2k-1}-s\leqslant S_{2k-1}-S_{2k}=b_{2k}.} Итак, для любого {\displaystyle k} выполняется {\displaystyle \left|{s-S_{k}}\right|\leqslant b_{k+1},} что и требовалось доказать.

## Знакопеременный ряд
Знакочередующиеся ряды также иногда называют знакопеременными, однако этот термин может также означать любые ряды, имеющие одновременно бесконечное число положительных и отрицательных членов.